# Tauranga Moana
Tauranga Moana es una confederación tribal de iwis (tribus) maorí de Nueva Zelanda. Comprende 3 iwis: Ngāi Te Rangi, Ngāti Pūkenga y su hapū Ngāti Pūkenga ki Waiau, y Ngāti Ranginui.